# ベルリン動物園

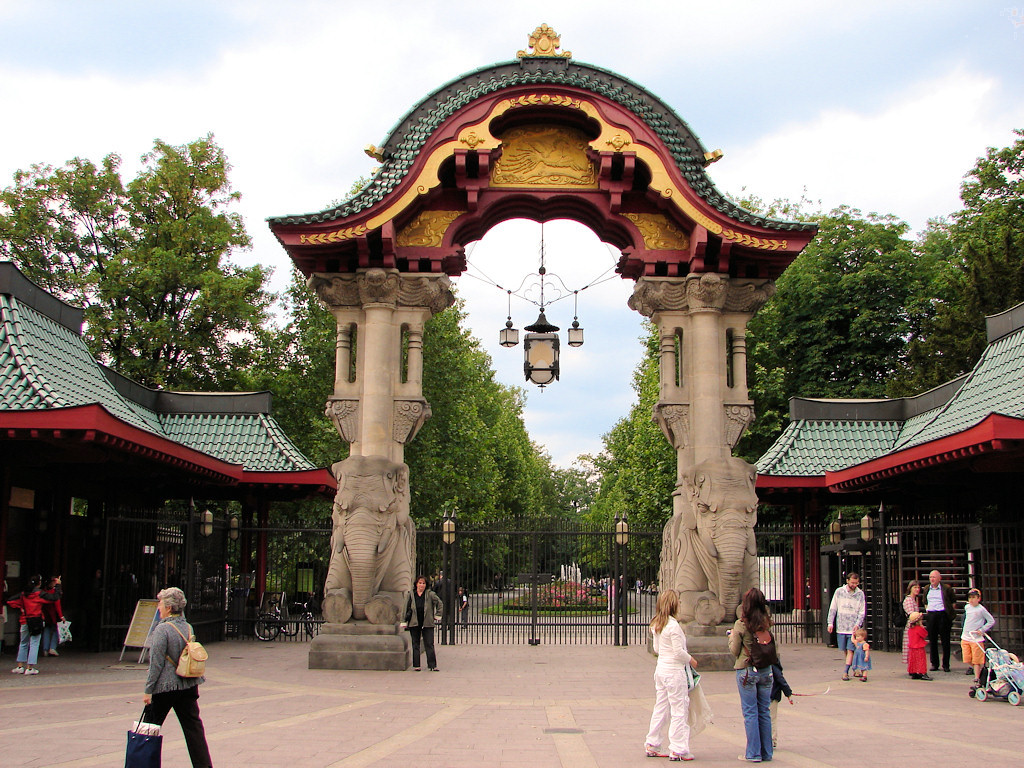
象の彫像を配した入口

ベルリン動物園（ドイツ語: Zoologischer Garten Berlin）は、ドイツの首都ベルリンにある世界最大級の動物園である。開園は1844年8月1日。ドイツ初の動物園であった。2007年には同園所有のホッキョクグマ「クヌート」が世界的人気を博した。

## 沿革
- 1844年8月1日 - 開園。
- 1913年 - 水族館開館。
- 2007年 - ホッキョクグマ「クヌート」が世界的人気を博す。

## 事故
2009年4月10日、女性（32歳）がホッキョクグマのプールに転落する事故が発生した。女性は足をジタバタさせ、差し出された棒につかまり、あと少しで救出かと思われたが、再び転落してしまった。ロープをたぐり寄せ、再びはい上がろうとしたとき、ホッキョクグマが水中から女性の尻にかみついた。女性は重傷を負い、病院に搬送された。なおクヌートも現場にいた模様。

## その他
- フリードリヒ・ヴィルヘルム4世は、ティーアガルテンに所有していた動物をベルリン動物園に寄付した。
- ベルリン動物園駅（ツォー駅）
- Tierpark Berlin - 1955年に東ベルリン（フリードリヒスフェルデ区）で開設された動物園。1695年ごろに建造され、第二次世界大戦の被害をあまり受けなかったフリードリヒスフェルデ城館（Schloss Friedrichsfelde）も所在する。